# Ali al-Asghar ibn Husayn
Abdullah Ali al-Asghar ibn Husayn connu sous le nom de Ali Asghar était le plus jeune fils d'Al-Hussein ibn Ali. Ali Asghar est tué pendant la bataille de Karbala. Comme il n'était âgé que de six mois, il est devenu le symbole de la victime innocente pour les Chiites.

## Biographie
Il est né à Médina. Sa mère était Rubabah. Il est le plus jeune fils de l’imam Hussein. Ses frères sont Ali Akbar et Ali Zayn al-Abidin (le quatrième Imam des Chiites). Ses sœurs sont Rukayyeh, Sakineh et Fatima.

### Karbala
La mère d’Ali Asghar, c'est-à-dire Rubabah, et ses enfants étaient avec l'imam Hussein pendant la bataille de Karbala. Yazid empêchant l'accès à l'eau potable, Hussein prit son fils Ali Asghar avec lui pour demander de l’eau, mais ce dernier fut tué par une flèche. Ali Asghar est considéré par les Chiites comme la victime la plus jeune de la bataille de Kerbala.

## Sépulture
Il a été enterré avec son père, Hussein, et son frère, Ali Akbar à Karbala. De nos jours, sa tombe est la place la plus visitée par les Chiites. Le rituel de la visite à Ali Asghar inclut la lamentation, l’éloge et des commémorations.

## Pèlerinage des enfants husseiniens

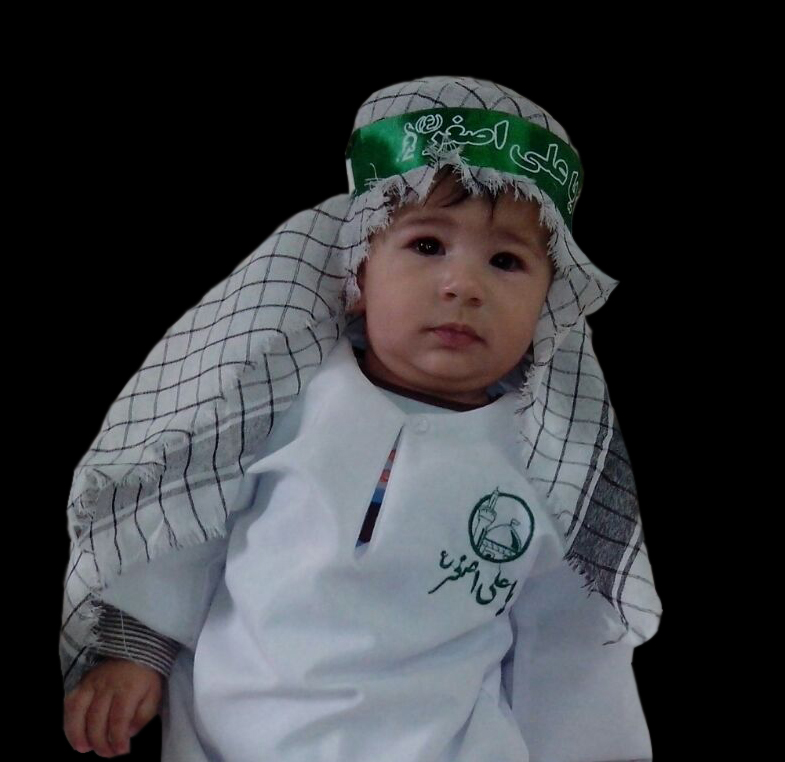
Aux cérémonies et commémorations d'Ali Asghar, il y a beaucoup d'enfants qui s'habillent avec des vêtements symboliques.

Le premier vendredi du mois de Mouharram est nommé la journée mondiale d’Ali Asghar par les Chiites. Un grand rassemblement de nourrissons est alors organisé. Cette cérémonie a lieu chaque année dans certains pays comme en Iran, en Irak, en Arabie Saoudite, au Bahreïn, au Koweït, à Qatar, à Oman, en Inde, en Afghanistan, en Syrie, au Liban, en Turquie, au Canada, en France, en Thaïlande, au Danemark, au Suède, au Finlande, aux États-Unis et en Australie.